# Caccobius ocellipennis
Caccobius ocellipennis là một loài bọ cánh cứng trong họ Bọ hung (Scarabaeidae).